# Delegado Zucco
Rodrigo Lorenzini Zucco, mais conhecido como Delegado Zucco (Alegrete, 17 de dezembro de 1970), é um político brasileiro, filiado ao Republicanos.

## Formação e carreira policial
Zucco é formado em Direito pela Universidade Federal do Rio Grande do Sul (UFRGS). Foi aprovado em primeiro lugar no concurso para delegado de polícia em Santa Catarina e, posteriormente, também aprovado no Rio Grande do Sul. Atuou por cerca de 25 anos na segurança pública, com destaque no combate ao tráfico de entorpecentes no Vale dos Sinos. Possui especialização pela Academia Internacional de Aplicação da Lei (ILEA), dos Estados Unidos, e foi professor da Secretaria Nacional de Segurança Pública (SENASP).

## Trajetória política

### Eleições municipais de 2020
Em 2020, Zucco concorreu à prefeitura de Novo Hamburgo pelo Republicanos, ficando em segundo lugar na disputa, com 26.095 votos, representando 22,98% dos votos válidos.

### Deputado estadual
Nas eleições estaduais de 2022, foi eleito deputado estadual pelo Republicanos, para a 56ª legislatura (2023 — 2027), com 59.648 votos, sendo o terceiro mais votado do partido.
Na Assembleia Legislativa, atua em pautas relacionadas à segurança pública, educação e desenvolvimento econômico. Foi escolhido por unanimidade como líder da bancada do Republicanos nos anos de 2023 e 2024.

#### Atuação parlamentar
Nos primeiros dias de mandato, propôs a criação de diversas frentes parlamentares, incluindo:
- Frente Parlamentar em Defesa do Setor Calçadista;
- Frente Parlamentar pela ERS 010;
- Frente Parlamentar em Defesa das Comunidades Terapêuticas;
- Frente Parlamentar das Guardas Municipais.

## Vida pessoal
Rodrigo Zucco é irmão de Luciano Lorenzini Zucco, conhecido como Tenente-Coronel Zucco, deputado federal pelo PL do Rio Grande do Sul. Ambos atuam na política gaúcha e frequentemente colaboram em projetos e articulações partidárias.